# Poul Brandt Rehberg
Poul Kristian Brandt Rehberg (født 29. marts 1895, Middelfart, død 5. april 1989, København) var en dansk fysiolog, strålingsekspert, modstandsmand og forskningspolitiker. 

## Biografi
Rehberg læste naturhistorie og geografi ved Københavns Universitet og blev efter sin embedseksamen i 1921 assistent hos fysiologen og nobelpristageren August Krogh. Under Kroghs ægis avancerede Rehberg i graderne og efterfulgte 1945 Krogh som professor i dyrefysiologi ved Københavns Universitet – en post han bestred fra 1945 til 1965. Rehberg blev medlem af Videnskabernes Selskab i 1944.
Rehberg ydede i mellemkrigstiden originale bidrag til nyrefysiologien. Han udviklede som den første en pålidelig clearancemetode til bestemmelse af den glomerulære filtrations rate (GFR) på basis af stoffet kreatinin, publiceret i disputatsen Studies on Kidney Function (1926). Rehberg kunne med sin metode vise, at GFR hos voksne mennesker er omkring 180 l/døgn. Kreatininclearence er stadig verden over en klinisk standardmetode til bedømmelse af nyrefunktionen. 
I disputatsen udformede han i forlængelse af skotten Arthur Cushny den endelige teori om, at urinudskillelsen sker ved en ultrafiltration fra blodet i nyrernes karnøgler (glomeruli) med påfølgende tilbageoptagelse af væske og næringsstoffer i nyrerørene (tubuli). 
Under jødeforfølgelserne i efteråret 1943 blev Rehberg involveret i organiseringen af de københavnske flugtruter til Sverige og senere i hjælpearbejde til fordel for fangerne i Theresienstadt. Han kom til at fungere som mellemled mellem politikere og den militære del af modstandsbevægelsen. Rehberg blev arresteret af Gestapo i begyndelsen af 1945 og indsat på toppen af Shellhuset og under afhøringerne udsat for tortur. Det lykkedes Rehberg at undslippe ved Royal Air Force bombardementet den 21. marts 1945.
Gennem hele sin karriere nød han godt at sit gode forhold til Rockefeller Foundation, som op igennem 1930'erne støttede Rehbergs nyrefysiologiske forskning. Efter krigen overtog Rehberg administrationen af det af Rockefeller sponserede biofysiske forskningsprogram, som Krogh, George de Hevesy og Niels Bohr startede op i 1935. Programmet ophørte i midten af 1950'erne og fokuserede på anvendelsen af radioaktive isotoper (tracere) i biologien. Efter 2. verdenskrig var Rehberg og Zoofysiologisk Laboratorium samlingssted for en række forskellige isotopforskningsaktiviteter. Det første C-14 dateringslaboratorium i Europa blev således oprette i forbindelsen med laboratoriet i 1951. 
Rehberg fulgte ivrigt med i litteraturen om stråleskader og blev fra 1950 tilknyttet Civilforsvaret og Forsvarets Forskningsråd som strålekyndig ekspert. Som noget ret usædvanligt for en biolog var Rehberg medlem af Atomenergikommissionen 1956-70, og efterfulgte 1962-70 Niels Bohr som formand. 
Umiddelbart efter 2. verdenskrig blev han optaget af forskningspolitiske spørgsmål og stod i spidsen for en gruppe af fortrinsvis yngre forskere, som gennem forskellige aktiviteter opfordrede regeringen til at give universitetsforskningen et løft. Gruppen kaldte sig Studiekredsen Videnskab og Samfund og tog bl.a. initiativ til en omfattende spørgeskemaundersøgelse, der skulle kortlægge den danske forskningsverden, skabe overblik, dokumentere forskernes vanskelige vilkår og dokumentere behovet for penge. Rehberg var en drivende kraft bag oprettelsen af Statens Almindelige Videnskabsfond i 1952.
Rehberg var medlem af Carlsbergfondets direktion 1960-71, og formand for direktionen 1969-71. Han overtog formandskabet i en særdeles kritisk situation, hvor fusionen mellem Carlsberg og De forenede Bryggerier (Tuborg) – "det store ølbryllup" – var under forberedelse. De to store danske bryggerier orienterede sig på dette tidspunkt næste udelukkende mod hjemmemarkedet, men især Carlsberg var ivrig efter at ekspandere i udlandet. Rehberg udstak med autoritet og klarsyn kursen og førte den fusionsproces til ende, som var med til at skabe grundlaget for Carlsberg koncernens gigantiske vækst og verdensomspændende succes.